# Gemeiner Strubbelkopfröhrling
Der Gemeine Strubbelkopfröhrling (Strobilomyces strobilaceus, syn. S. floccopus) ist eine Pilzart aus der Familie der Dickröhrlingsverwandten. Er ist in Europa und Nordamerika heimisch und in Europa der einzige Vertreter seiner Gattung.
Junge Fruchtkörper sind essbar. Aufgrund des oft bitteren Geschmackes wird er nicht als Speisepilz empfohlen.

## Merkmale

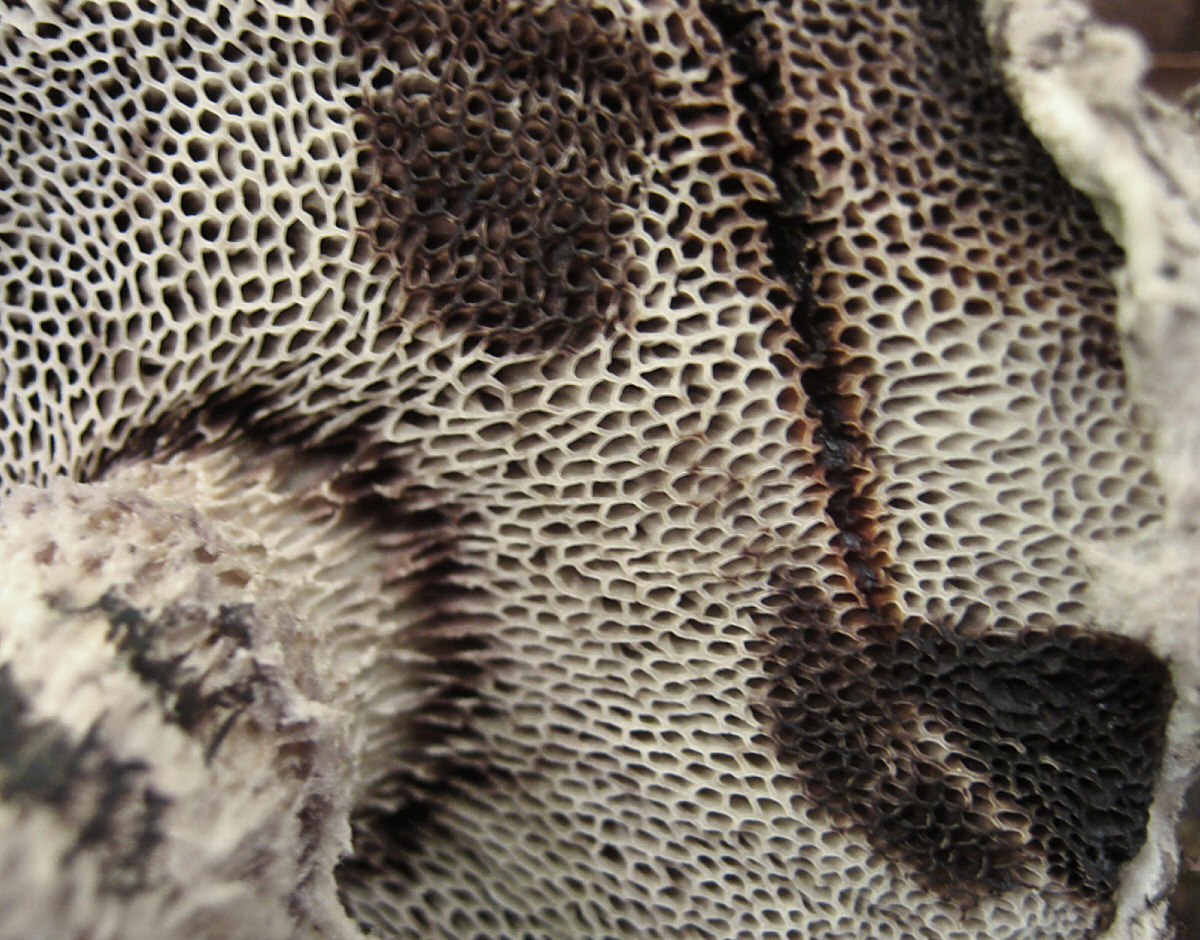
Blick auf die Hutunterseite mit den eckigen Poren bzw. Röhrenmündungen. Sie bräunen an den Druckstellen.

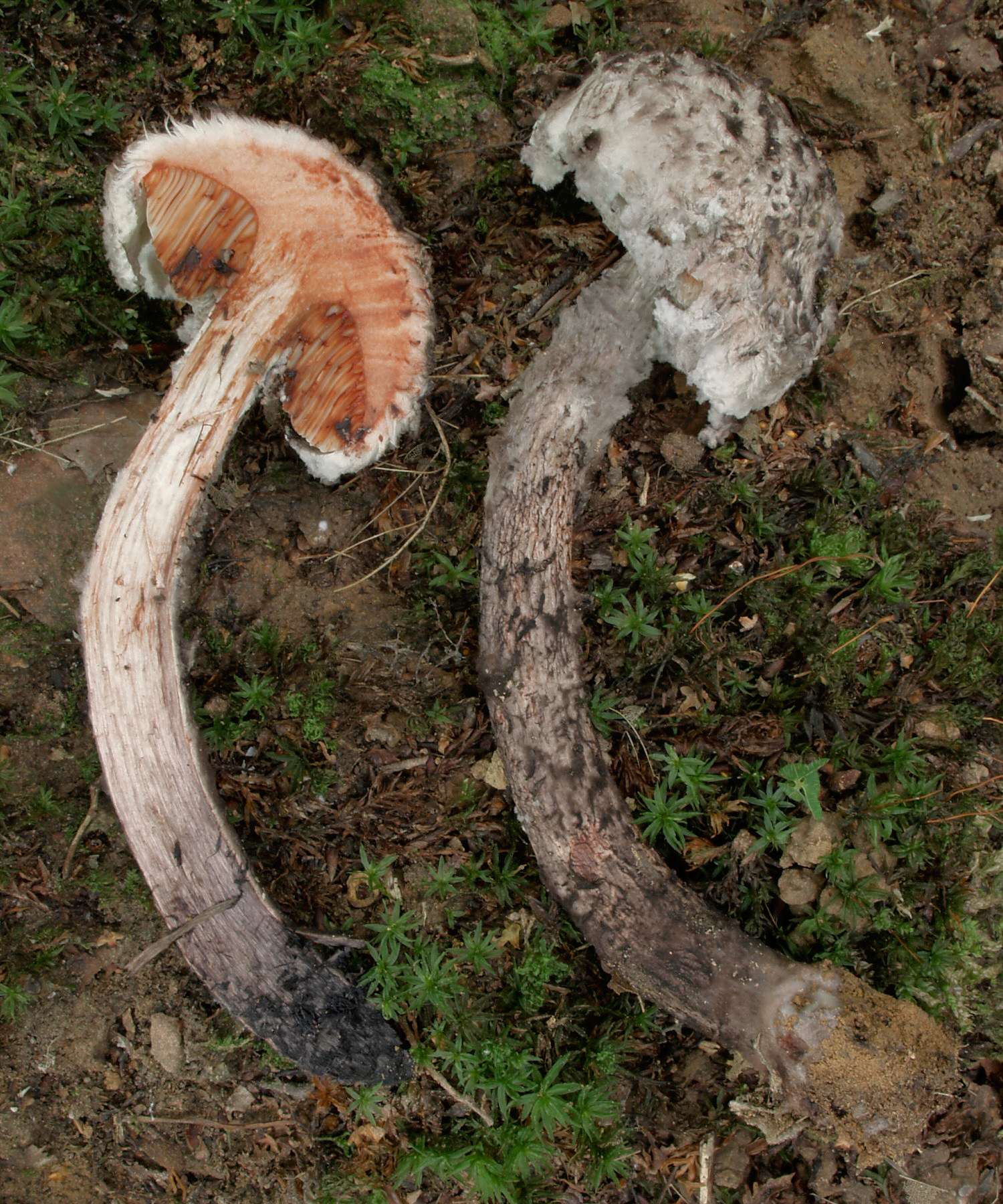
Längsschnitt durch einen Fruchtkörper: Das Fleisch färbt sich im Schnitt zunächst rosa, später schwärzlich.

### Makroskopische Merkmale
Der 4–10 cm breite Hut hat jung eine halbkugelige und später eine gewölbte Form mit einem fransigen, eingerollten Rand. Markant sind die sehr weichen, dunkelgrauen bis schwarzen, pyramidenförmigen bzw. aufgerichteten, schuppenartigen Strukturen auf der sonst graubräunlichen bis fast weißen Hutoberfläche. Die sechseckigen Poren bzw. Mündungen der Röhren auf der Hutunterseite haben eine schmutzig weiße oder graue Farbe und bräunen auf Druck. Der weitgehend zylindrische, zur Spitze hin etwas stärkere Stiel ist bis zu 14 cm lang und an die 2 cm dick. Er ist wie der Hut gefärbt und hat eine wollige Oberfläche. Innen ist er gefüllt und faserig strukturiert. Das Fleisch (Trama) ist dick, schwammig, im Stiel zäh, zunächst weiß und verfärbt sich bei Kontakt mit Luftsauerstoff erst (bräunlich-)rosa, dann schiefergrau und schwarz.

### Mikroskopische Merkmale
Die elliptischen, dunkelbraunen bis schwarzen Sporen messen 9–15 × 8–12 Mikrometer und sind mit einem netzartigen Muster überzogen.

## Artabgrenzung
Die Hutoberfläche des Habichtspilzes (Sarcodon imbricatus) sieht bei feuchter Witterung ähnlich aus.
Strobilomyces confusus hat einen kleineren Hut mit kleineren und steifen Schuppen. Seine Sporen haben unregelmäßige Leisten, die einem teilweisen Netz ähneln. Der Hut von Strobilomyces dryophilus ist gefärbt in einem matten Grau-Rosa bis rosalichem Hellbraun und produziert Sporen mit einem vollständigen Netz als Oberflächenmuster.

## Ökologie
Der Strubbelkopfröhrling ist ein Mykorrhizapilz, der in Mitteleuropa vor allem mit der Rotbuche, der Fichte, seltener mit Waldkiefer, Eichen oder Weißtanne vergesellschaftet ist. Die Art kommt in verschiedenen Typen von Buchenwäldern wie Orchideen-Buchenwäldern, Haargersten- oder Hainsimsenbuchenwäldern vor. Daneben können Buchen-Tannenwälder, Eichen-Hainbuchen und Fichten-Tannenwälder besiedelt werden, reine Fichtenwälder werden gemieden. Die Fruchtkörper erscheinen in Mitteleuropa vom Sommer bis in den Spätherbst.

## Verbreitung
Der Strubbelkopfröhrling ist in  Nordamerika, Mexiko, Nordafrika, China und Japan zu finden. In Europa fehlt er im äußersten Norden, in Deutschland ist er mit Ausnahme des nördlichen Flachlandes überall zerstreut anzutreffen.

## Systematik
Der Gemeine Strubbelkopfröhrling wurde durch den italienischen Naturforscher Giovanni Antonio Scopoli 1770 erstbeschrieben.
Einige Autoren sehen die Strubbelkopfröhrlinge in der eigenständigen Familie „Strobilomycetaceae“, die nah mit den Dickröhrlingsverwandten (Boletaceae) verwandt ist. Marcel Bon zählt die Gattung hingegen zu den Dickröhrlingsverwandten und ordnet sie der Unterfamilie „Strobilomycetoidae“ zu.